# Santa Silvia (titolo cardinalizio)
Santa Silvia (in latino Titulus Sanctae Silviæ) è un titolo cardinalizio istituito da papa Giovanni Paolo II il 21 febbraio 2001. Il titolo insiste sulla chiesa omonima, costruita nel 1966-1968 e situata nel quartiere Portuense.
Dal 21 febbraio 2001 il titolare è il cardinale Jānis Pujats, arcivescovo emerito di Riga.

## Titolari
- Jānis Pujats, dal 21 febbraio 2001